# Индонезийско-мьянманские отношения
Индонезийско-мьянманские отношения — двусторонние отношения между Индонезией и Мьянмой. Дипломатические отношения были установлены 27 декабря 1949 года. У Индонезии есть посольство в Янгоне, а у Мьянмы — посольство в Джакарте.

## Сотрудничество
Индонезия поддержала и приветствовала вступление Мьянмы в Ассоциацию государств Юго-Восточной Азии (АСЕАН) в 1997 году. Индонезия также поддерживает процесс демократизации Мьянмы. С тех пор Индонезия играет роль регионального наблюдателя за демократией, постоянно побуждая Нейпьидо реформировать свою авторитарную систему.
Как самая густонаселённая мусульманская страна в мире, Индонезия внимательно следит за насилием в общинах против рохинджа. Индонезия также обменивается мнениями с Бангладеш и Управлением Верховного комиссара Организации Объединённых Наций по делам беженцев (УВКБ ООН), чтобы выразить свою озабоченность и решить проблемы беженцев рохинджа в Мьянме. Агентство ООН выразило признательность за вклад Индонезии в поиск решения проблемы рохинджа. Юдойоно, президент Индонезии, призывает лидеров Мьянмы бороться с насилием в отношении мусульман, руководимым буддистами, которое, по его словам, может создать проблемы для мусульман в других частях региона. Индонезия призывает Мьянму мудро и надлежащим образом решить проблему рохинджа и предотвратить напряжённость и насилие. Индонезия готова поддержать Мьянму в достижении этих целей.
22 мая и 20 августа 2013 года отряд полиции Индонезии по борьбе с терроризмом (Отряд 88) поймал подозреваемых в терроризме и раскрыл попытку индонезийских исламистских боевиков взорвать посольство Мьянмы в Джакарте. Утверждалось, что этот неудавшийся террористический заговор стал ответом на убийство мусульман рохинджа в Мьянме.
В 2017 году, после преследований рохинджа, протестующие провели демонстрацию перед посольством Мьянмы в Джакарте, и в здание бросили коктейль Молотова.

## История

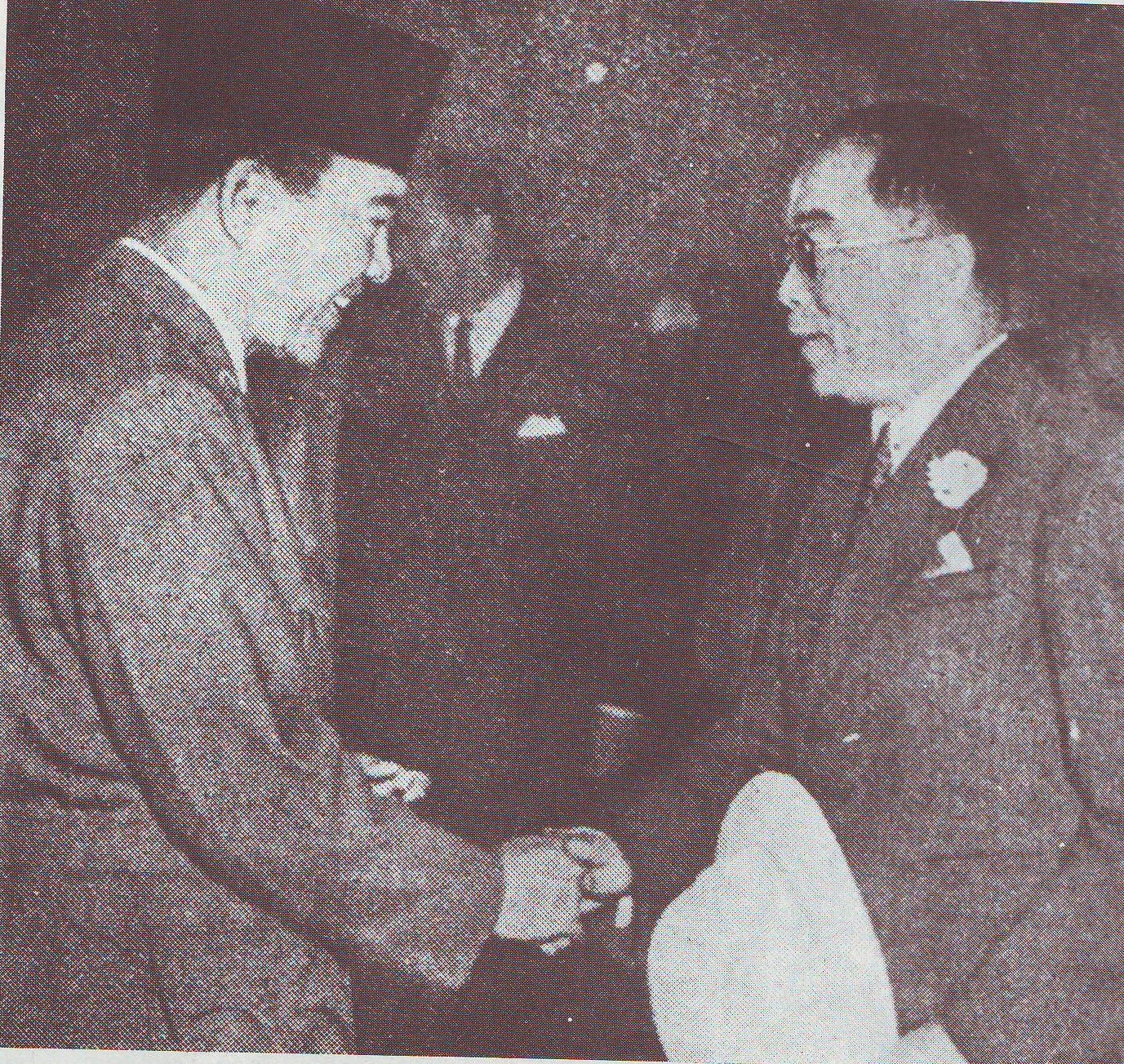
Сукарно и Со Шве Тай.

Отношения между древней Индонезией и Мьянмой датируются 14 веком, в яванском манускрипте Нагаракертагама периода Маджапахит упоминается Марутма, штат, который сегодня называется Мартабан или Моттама, расположенный в современной южной Мьянме.
Бирма была решительным сторонником борьбы Индонезии за независимость. В 1947 году Бирма, находившаяся тогда под переходным правительством, обратилась к индийскому правительству с просьбой провести конференцию по индонезийским делам в Нью-Дели. 23 марта — 2 апреля 1947 года Индия провела Конференцию по азиатским отношениям в Нью-Дели, на которой Бирма, все ещё находившаяся под британским колониальным правлением, продемонстрировала свою поддержку, осудив голландскую военную агрессию. Во время войны Индонезии за независимость Бирма разрешила самолёту Индонезии Dakota RI-001 «Seulawah», подаренному жителям провинции Ачех, приземлиться в тогдашнем аэропорту Мингаладон в Рангуне 26 января 1949 года.
Бирма провозгласила свою независимость от Великобритании 4 января 1948 года. Впоследствии две страны официально установили дипломатические отношения 27 декабря 1949 года. Установление дипломатических отношений между двумя странами было отмечено открытием «Индонезийского дома» в Янгоне, который позже был преобразован в посольство Республики Индонезия в апреле 1950 года. В то время президент Сукарно приветствовал Бирму как «товарища в борьбе за истинную независимость».

## Визиты

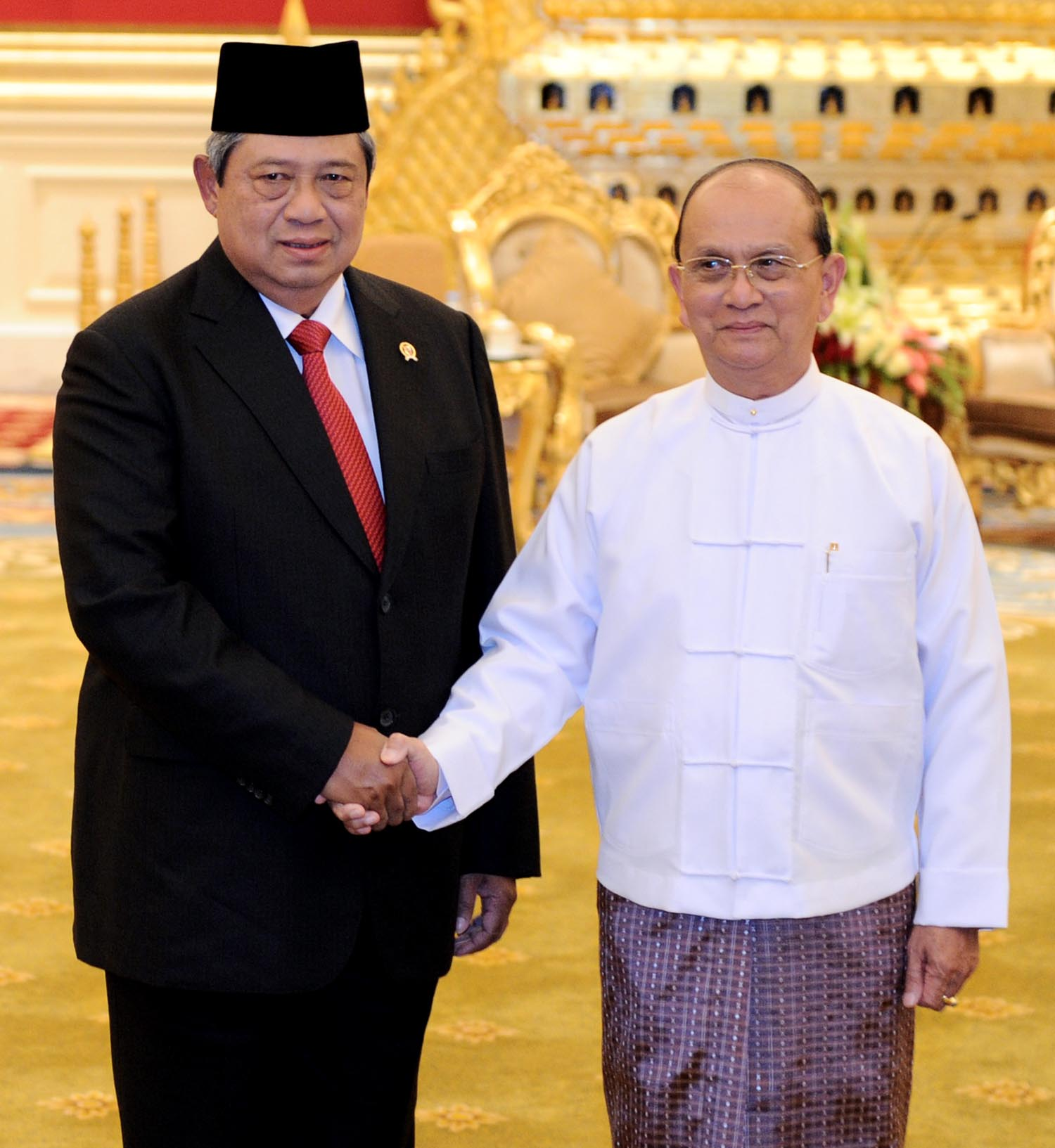
Президент Юдойоно и Тейн Сейн во время визита Юдойоно в Мьянму, 23 апреля 2013 года.

Президент Сухарто посещал Мьянму 26 ноября 1972 года, 22-29 августа 1974 года и 23-25 февраля 1997 года. С другой стороны, генерал Не Вин наносил визит в Индонезию 11-14 июня 1973 года и 8-13 июня 1974 года. Генерал Не Вин также нанёс личный визит в Индонезию 23-25 сентября 1997 года по приглашению президента Сухарто. Между тем, старший генерал Тан Шве также посетил Индонезию 5-8 июня 1995 года, в ноябре 1996 года и апреле 2005 года.
Другим свидетельством улучшения отношений между Индонезией и Мьянмой является визит в Мьянму трёх президентов Индонезии: президента Абдуррахмана Вахида 7 ноября 1999 года, президента Мегавати Сукарнопутри 24 августа 2001 года и президента д-ра Сусило Бамбанг Юдойоно 1-2 марта 2006 года и 23-24 апреля 2013 года. Премьер-министр Мьянмы генерал Тейн Сейн посетил Индонезию с официальным визитом 16-17 марта 2009 года и в мае 2011 года.

## Торговля и инвестиции
Экспорт Индонезии в Мьянму включает бумагу и бумажные изделия, пальмовое масло, железо и сталь, табак и каучук. Между тем, импорт Индонезии из Мьянмы включает кукурузный крахмал, лес, орехи, соду, рыбу и овощи. Мьянма заявила о своём желании импортировать удобрения или цемент и предложила индонезийским инвесторам инвестировать или открыть бизнес в Мьянме. Общий объём торговли между Индонезией и Мьянмой по состоянию на июнь 2008 года составил 159 миллиардов долларов США.
Индонезия также согласилась инвестировать в электроэнергетический и строительный сектор Мьянмы. Крупнейший производитель цемента в Индонезии, Semen Indonesia Group, согласился инвестировать 200 миллионов долларов США в цементный завод в Мьянме, который был построен в начале 2014 года. Во время своего государственного визита в апреле 2013 года президент Юдойоно пообещал расширить экономическое сотрудничество в соответствии с реформами Мьянмы, а также пообещал подтолкнуть государственные и частные компании Индонезии к инвестированию в Мьянму и установил целевой объём торговли в 1 миллиард долларов на 2014 год. И Индонезия, и Мьянма способствуют увеличению объёмов торговли двух стран. По оценкам, в 2016 году объём торговли достигнет 1 миллиарда долларов.